# Francesco da Arquata
Francesco d'Arquata (Arquata del Tronto, ... – Avignone, 3 giugno 1354) è stato un predicatore italiano.

## Biografia
Originario del piccolo centro marchigiano di Arquata del Tronto, in provincia di Ascoli Piceno, è vissuto nel XIV secolo. È stato un frate laico e predicatore francescano. La sua figura si colloca tra quelle della schiera dei cosiddetti «fraticelli»  che predicavano, senza alcun timore, in giro per l'Italia e per l'Europa, la loro teoria sull'evangelica povertà di Cristo, contrastante con il lusso e la sontuosità del papa e dei chierici. 
La corrente dei fraticelli è ricordata come la più perseguitata dall'autorità pontificia fino alla metà del XV secolo, epoca in cui fu annientata dagli inquisitori Giovanni da Capestrano e Giacomo della Marca.
Le notizie che riguardano la vita di Francesco da Arquata sono scarse e lacunose, nulla si conosce della sua esistenza se non che la spese impegnandosi con viva voce alla diffusione della verità e dei precetti della religione in cui credeva. Il suo nome compare in un Registro Avignonese custodito presso l'Archivio apostolico vaticano.
È noto come l'ultimo personaggio del territorio ascolano condannato al rogo dall'Inquisizione  preceduto nella stessa sorte di contestatore dei costumi della chiesa da altri due suoi omonimi ed ascolani, quali: Francesco Stabili, più conosciuto come Cecco d'Ascoli, anch'egli arso vivo, e Francesco Rossi d'Appignano, frate francescano, chiamato anche col nome di Francesco d'Ascoli o Francesco della Marca, dotto insegnante alla Sorbona di Parigi.
Lo storico Antonio De Santis inquadra la sua figura come quella di un semplice frate predicatore, lo definisce torzone, ed aggiunge che fu animato da un forte sentimento di fede nell'ideale francescano. Il suo ingegno, piuttosto rozzo, non gli consentì di avanzare nel corso degli studi ecclesiastici, relegandolo ad una condizione modesta, ma ebbe forza e serenità d'animo da impressionare papa Innocenzo IV e la corte avignonese.
Egli seguì il religioso fra Giovanni Castiglione  nel territorio meridionale della Francia ed, insieme con questi, itinerando di paese in paese, predicò gli insegnamenti di san Francesco d'Assisi e riservò sferzate verbali contro la rapacità della Chiesa e della Corte di Avignone, «trasformata nella più mondana delle Corti d'Europa».
I due frati scelsero per la diffusione dei loro sermoni soprattutto la città di Montpellier, dove aveva sede l'università istituita dal papa Niccolò IV, considerata all'epoca come un vivace centro culturale. Fu in questa cittadina francese che avvenne il loro arresto per mano dell'inquisitore mandato dal papa Innocenzo VI e, da qui, furono condotti in stato di prigionia presso l'istituto di detenzione di Carcassonne. Da questa località furono trasferiti ad Avignone da due notai incaricati del papa e da due sbirri. Nell'Archivio segreto vaticano si trova ancora conservata la nota delle spese sostenute per la traduzione dei due frati che ammontò a quattro fiorini d'oro giornalieri più il vitto pagati al notaio e agli sbirri.
Nella città della Valchiusa, al cospetto del pontefice, senza alcun timore ripeterono e misero per iscritto, in «quodam longo libello», le loro affermazioni sull'illegittimità dei papi succedutisi da Giovanni XXII a Innocenzo VI, considerandoli indegni di ricoprire qualsiasi carica o ufficio ecclesiastico. Lo storico De Santis scrive che non è stato possibile trovare tracce del volumetto, probabilmente distrutto a causa del suo polemico contenuto di carattere diffamatorio e irriverente.
Sebbene vi furono reiterati tentativi per zittire i due frati, non vi fu verso di convincerli a ritrattare le loro irriguardose parole e pertanto condannati al rogo. Alla presenza del papa furono ridotti allo stato laicale  e arsi vivi tre giorni dopo la Pentecoste. La condanna fu eseguita ad Avignone il 3 giugno 1354.
Dalle cronache dell'epoca si apprende che affrontarono il fuoco con serenità. Mentre erano condotti al rogo e durante il divampare delle fiamme cantavano con voce ferma il Gloria in excelsis Deo, fino a quando il fumo non glielo impedì. Papa e cardinali osservarono l'attuazione della condanna dalle loro finestre   mentre la folla silenziosa presente al supplizio restò attonita ed impressionata dal coraggioso comportamento dei frati, in segno di rispetto s'inginocchiò e prima che i soldati portassero via i resti dei religiosi, per gettarli nel Rodano, tentò di prendere qualche avanzo per custodirlo come reliquia.